# Styding
Styding – miasto w Danii, w regionie Dania Południowa, w gminie Haderslev.